# بول جاكسون كرامر
بول جاكسون كريمر (بالإنجليزية: Paul J. Kramer)‏ (8 مايو 1904 - 24 مايو 1995) عالم الأحياء ونبات وفيزيولوجي الأمريكي.